# 来次時秀
来次 時秀（きすぎ ときひで）は、戦国時代から安土桃山時代にかけての武士。大宝寺氏の家臣。出羽国飽海郡観音寺城主。

## 出自
来次氏は出羽飽海郡2500石を領した国人。大宝寺氏の同盟者的立場にあった外様衆。伝承において出羽清原氏を祖とし、承保3年（1076年）に後三年の役が起こると、清原氏末弟の時衡（ときひら）が羽黒山に入山し、以来二十代に渡り山伏として世を忍んでいたが、氏房の時に武家として再興を図ろうと還俗し、市条の地に渡ったのが始まりという。

## 略歴
天正3年（1575年）、本庄繁長に対して庄内の諸豪族が砂越氏を通じて大宝寺氏と和睦の動きがあることを報じている。また、元亀年間に防備の面からそれまでの古楯にあった城から1km程北東において山に囲まれた天然要害の観音寺城を築き移住した。
死後、家督は子の氏秀が継いだ。